# Antoine Jourdain
Antoine Jourdain est un homme politique français né le 30 octobre 1749 à Paris et décédé le 26 mars 1828 à Colmar (Haut-Rhin). Secrétaire de l'administration centrale du Haut-Rhin, puis greffier du tribunal d'appel, il est élu député du Haut-Rhin au Conseil des Cinq-Cents le 13 avril 1798.

## Biographie
Antoine Jourdain naît le 30 octobre 1749 dans la paroisse Saint-Méry à Paris. Sa mère s’appelle Marie Claire Desprez tandis que son père, Jean Jourdain, est employé par le cardinal Armand de Rohan-Soubise. À l’issue d’études de droit, où il obtient une licence, il est greffier du bailliage de Phalsbourg à partir du 31 décembre 1778 ainsi que notaire à partir du 24 mars 1779.
Peu de temps après son mariage avec Marie Françoise Fieglé le 12 avril 1779 à Colmar, il s’établit dans cette ville, où il est premier commis au greffe du conseil souverain d’Alsace. Dans les années suivantes il s’inscrit dans plusieurs sociétés s’inscrivant dans le courant des Lumières, comme Tabagie littéraire en 1786 et, peu avant la Révolution, la loge maçonnique « La Concorde ». Il est également en 1790 membre à part entière de la Société des Amis de la Constitution de Colmar et membre correspondant de celle de Strasbourg.
Il est à partir du 17 décembre 1790 premier secrétaire général de l’administration centrale du Haut-Rhin, ce qui l’amène à mettre en place les réformes institutionnelles introduites par la Révolution. Il est ensuite élu le 13 avril 1798 député du Haut-Rhin au Conseil des Cinq-Cents, où il siège, sans rien faire de particulier, jusqu’à sa dissolution à la suite du coup d'État du 18 Brumaire en 1799. Il redevient alors greffier au tribunal d’appel du Haut-Rhin puis à la cour impériale de Colmar, dont il est le fondateur et premier rédacteur en chef du Journal des arrêts.
Antoine Jourdain prend sa retraite en 1816 et meurt à Colmar le 26 mars 1828.